# Les Anses-d'Arlet
Les Anses-d'Arlet är en ort och kommun i Martinique. Den ligger i den sydvästra delen av Martinique, 13 km söder om huvudstaden Fort-de-France.